# Józef Urstein

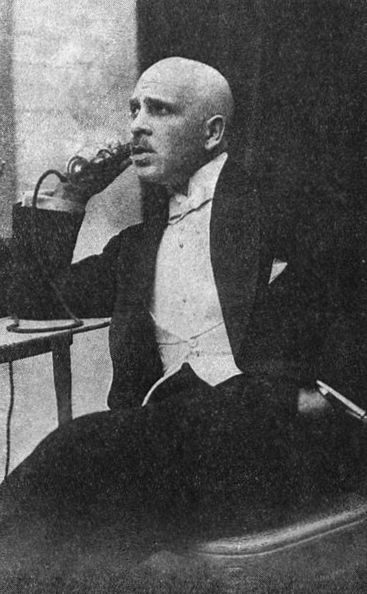
Józef Urstein

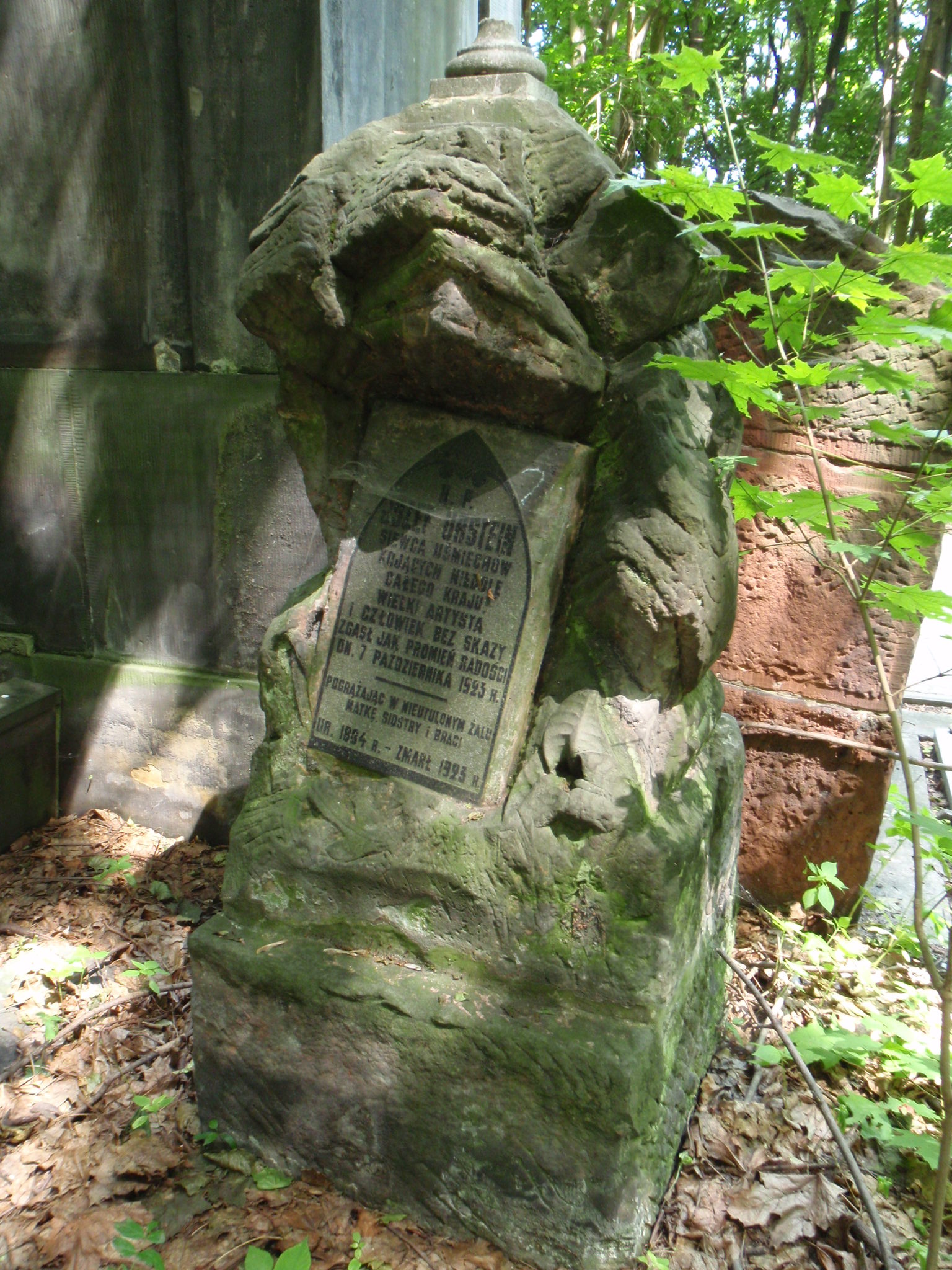
Grób Józefa Ursteina na cmentarzu żydowskim w Warszawie

Józef Urstein, ps. Pikuś, Ursz-Urstein, Pipman (ur. 1884 w Warszawie, zm. 7 października 1923 tamże) – polski artysta, piosenkarz, konferansjer oraz aktor rewiowy i kabaretowy żydowskiego pochodzenia.

## Życiorys
Urodził się w 1884 roku (niektóre źródła podają datę 19 marca 1886) w Warszawie w rodzinie żydowskiej, jako syn Stanisława (1832–1914) i Balbiny z Przedborskich (1851–1934). Miał dziewięcioro rodzeństwa. Jego starszymi braćmi byli warszawski psychiatra Maurycy (1872–1940) oraz pianista Ludwik (1870–1939).
Ukończył gimnazjum w rodzinnym mieście. Jako student prawa Uniwersytetu Warszawskiego zaczął występować w teatrach i kabaretach. W 1913 występował w łódzkim teatrze Bi-Ba-Bo, a w 1914 w Galicji. Podczas występów w Zakopanem został aresztowany, musiał wyjechać do Wiednia. Tam ukończył kursy handlowe, założył też teatr dla polskich uchodźców, w którym występował pod pseudonimem Pipman. Od 1917 z powrotem w Warszawie, występował na scenie teatru Miraż, w 1919 roku dawał występy we Włocławku, Płocku i Krynicy. Później związany z warszawskim teatrem Qui Pro Quo.
Współpracował m.in. z Andrzejem Włastem, Zulą Pogorzelską. Wprowadził żydowski humor do kabaretu, wzorując się przede wszystkim na twórczości Fritza Grünbauma z Wiednia. Jego popisowym numerem były odgrywane na scenie telefony Pikusia do narzeczonej Mici Titipulki.
Zmarł na serce podczas występu w Qui Pro Quo, w przerwie przedstawienia Będzie lepiej. Pochowany jest na cmentarzu żydowskim przy ulicy Okopowej w Warszawie (kwatera 44, rząd 2).